# Chargino
Nella fisica delle particelle, il chargino  è una particella ipotetica che si riferisce agli  autostati della massa di una superpartner carica, vale a dire ogni nuovo fermione elettricalmente carico (con spin 1/2) previsto dalla supersimmetria. Essi sono combinazioni lineari di wino e higgsini entrambi carichi.
Ci sono due chargini che sono fermioni con carica elettrica, che sono tipicamente etichettati C͂±1 (il più leggero) e C͂±2 (il più pesante), sebbene talvolta {\displaystyle {\tilde {\chi }}_{1}^{\pm }} e {\displaystyle {\tilde {\chi }}_{2}^{\pm }} siano ugualmente usati per riferirsi ai chargini, quando {\displaystyle {\tilde {\chi }}_{i}^{0}} viene utilizzato per riferirsi ai neutralini. Il chargino più pesante può decadere attraverso il bosone Z neutro nel chargino più leggero.  Entrambi possono decadere attraverso un bosone W caricato verso un neutralino:
C͂±2 → C͂ ±1 + Z⁰
C͂±2 → N͂ ⁰2 + W±
C͂±1 → N͂ ⁰1 + W±